# Antiestatismo

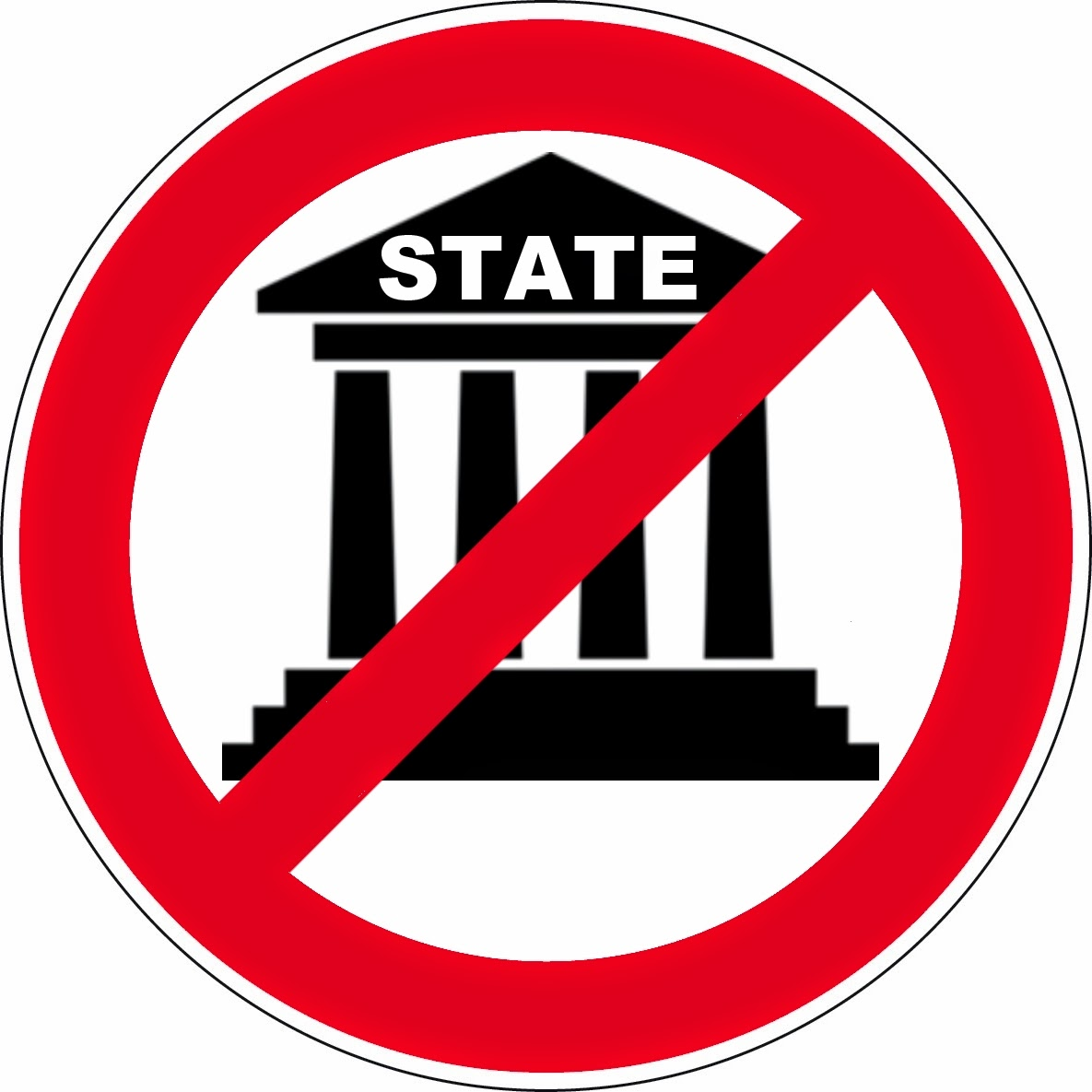
Representación simbólica de rechazo al Estado.

El antiestatismo se opone a la intervención estatal en asuntos personales, sociales o económicos. Por antiestatismo, se entienden sobre todo las ideologías políticas que rechazan de plano al Estado, como el anarquismo; y en parte, aquellas que desean reducir y limitar al Estado hasta un mínimo.

## Criterios generales
El Estado es uno de los pocos entes institucionales que sobreviven sin una evolución importante en su estructura y funcionamiento, con excepción de su crecimiento. El Estado moderno fue creado con la revolución industrial, pero el mundo y la dinámica de la sociedad ha cambiado mucho desde el siglo XIX al siglo XXI. Por ejemplo, mientras las empresas modernas, que fueron creadas durante la revolución industrial, cambian ágilmente su dinámica cada vez que el mercado lo demanda, los Estados no cambian sus leyes de la misma forma como la sociedad lo demanda.
Algunas concepciones como el anarquismo consideran conveniente la total desaparición de los Estados, en favor del ejercicio soberano de la libertad individual a través de asociaciones y organizaciones libres. Otras concepciones aceptan la existencia del Estado, con mayor o menor autoridad o potestad, pero difieren en cuanto cual debiera ser su forma de organización: 
- El anarquismo sostiene que el Estado monopoliza de manera ilegítima la seguridad, defensa, protección social, justicia; violentando la libertad individual. Los anarquistas señalan que el Estado es una institución represora de la población de un territorio, para mantener un orden económico y de poder concreto vinculado al poder público. Le atribuyen al Estado buena parte de los males que aquejan a la humanidad como la pobreza, crisis económicas, las guerras, la injusticia social, etc.[2]

- Por su parte los marxistas afirman que cualquier Estado tiene un carácter de clase, y que no es más que el aparato armado y administrativo que ejerce los intereses de la clase social dominante. Por tanto aspiran a la conquista del poder político por la clase trabajadora, la destrucción del Estado burgués y la construcción de un necesario Estado obrero como paso de transición hacia el socialismo y el comunismo, una sociedad donde a largo plazo no habrá Estado por haberse superado las contradicciones y las luchas entre las clases sociales.[3]

- Desde el liberalismo se aboga por la reducción del papel del Estado al mínimo necesario (estado mínimo), desde un sentido civil para el respeto de las libertades básicas, es decir, el Estado debería encargarse de la seguridad (ejército y policía para garantizar las libertades ciudadanas) y de la justicia (poder judicial independiente del poder político). En ningún caso el Estado debe servir para ejercer la coacción de quitar a unos individuos para dar a otros, y deben ser los agentes privados los que regulen el mercado a través del sistema de precios, asignando a cada cosa el valor que realmente tiene.[4]

Bastiat expuso las dos formas posibles de entender el Estado: Un estado que hace mucho pero debe tomar mucho, o bien un estado que hace poco pero también toma poco de sus ciudadanos. La tercera posibilidad de un estado que hace mucho por sus ciudadanos pero les pide poco a cambio (tercera vía) es, según Bastiat, una invención de algunos políticos irresponsables.
- Las ideologías integristas defienden la concepción del Estado supeditada a la religión que profesan.

## Dificultades al delimitar el concepto
Las propuestas antiestatistas que apuntan a eliminar o minimizar el rol y la influencia del Estado en ocasiones pueden ser difíciles de clasificar y delimitar. En el caso de los antiestatistas anarquistas, la forma de propiedad en un sistema económico y legal sin Estado es el principal punto de discusión o de diferencia. Los anarquistas tienen propuestas que van del anarcocapitalismo al anarcocomunismo, por mencionar los polos más opuestos.
Los antiestatistas no-anarquistas van desde la panarquía o el georgismo, pasando por el cristianismo milenarista, estos dos ven una sociedad sin Estado pero en un futuro remoto, hasta el liberalismo que quiere limitar (en el caso del liberalismo clásico) o minimizar (como en el caso del minarquismo) mas no abolir el rol del Estado. 
Una dificultad importante para saber si un pensador es antiestatista es el problema de definir el mismo Estado. La terminología ha cambiado a través del tiempo y los escritores del pasado usualmente han usado el término "Estado" en un sentido diferente del que lo usamos hoy en día; recordemos que si bien gobiernos ha habido desde hace bastante tiempo, en la civilización occidental el Estado moderno se empieza a gestar desde el Renacimiento hace unos 500 años y a definir ya en la Ilustración hace unos 300 años. Así por ejemplo el anarquista Mijaíl Bakunin usaba el término simplemente al referirse a una organización gobernante. Otros autores se han referido con el término Estado a cualquier agencia creadora y aplicadora de leyes. Karl Marx definía el Estado como una institución de la clase dominante de un país para mantener las condiciones de su dominio. Herbert Spencer determinaba el origen del Estado en la guerra y era por tanto la organización bajo la que los ganadores habían sometido a los perdedores. De acuerdo a Max Weber el Estado es una organización con el monopolio efectivo del uso de la fuerza en un área geográfica particular.